# 천문간섭계

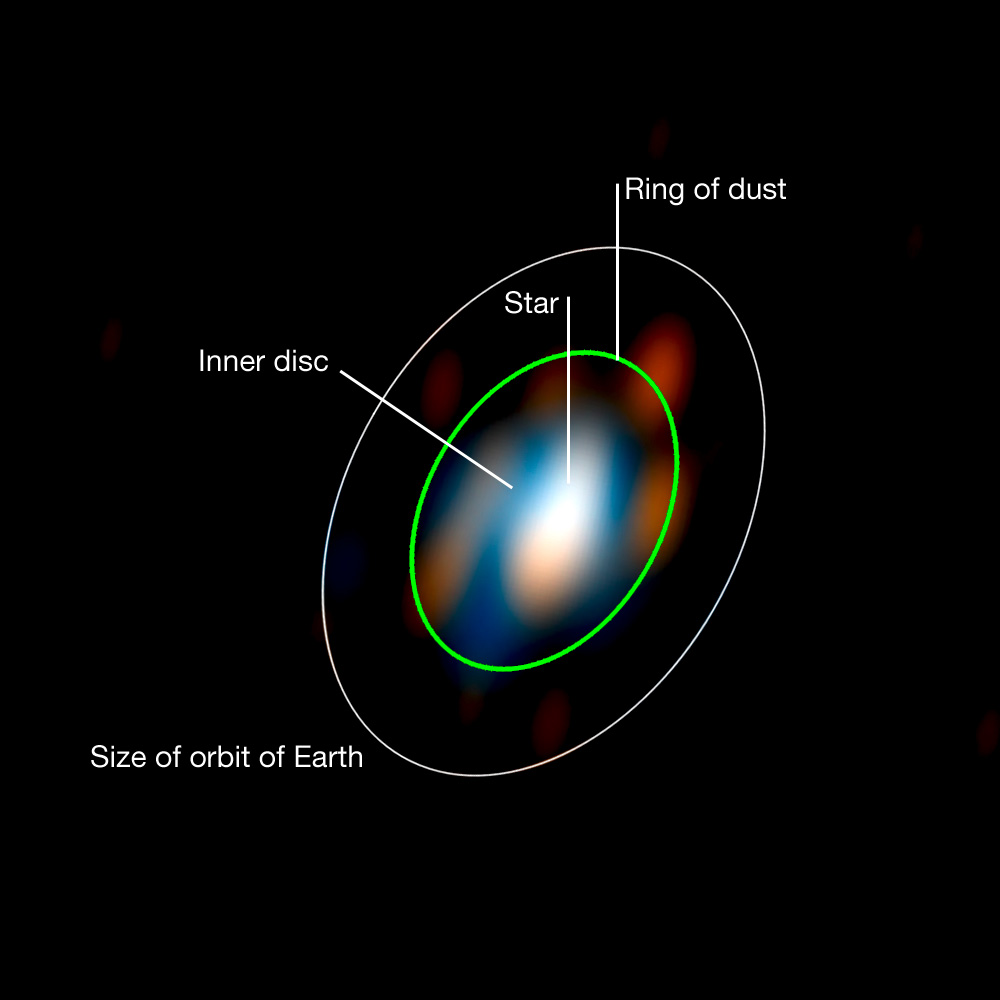
유럽남천문대(ESO)의 초거대망원경 간섭계(VLT Interferometer)는 젊은 별을 둘러싼 원반의 최초 정밀 이미지를 촬영하였다.

천문간섭계(天文干涉計, astronomical interferometer) 또는 망원경 배열(望遠鏡配列, telescope array)은 별, 성운, 은하와 같은 천체의 이미지를 더 높은 해상도로 관측하기 위해 간섭계 원리를 활용하여 여러 개의 망원경, 거울 조각, 또는 전파망원경 안테나들을 하나의 망원경처럼 작동시키는 장치이다. 이 기술의 가장 큰 장점은, 구성 요소 간의 간격(기저선, baseline)을 지름으로 하는 거대한 망원경의 분해능에 해당하는 각해상도를 이론적으로 구현할 수 있다는 점이다. 그러나 완전한 크기의 광학계가 수집할 수 있는 만큼의 빛을 모으지는 못한다는 단점이 있다. 따라서 매우 밝으며 높은 각해상도를 요구하는 대상, 예를 들어 근접한 이중성처럼 세밀한 해상도가 필요한 경우에 유용하게 사용된다. 또 다른 제약은, 검출기들 간의 최소 간격에 의해 검출 가능한 천체의 최대 각크기가 제한된다는 점이다.
간섭계 기술은 전파천문학에서 서로 떨어진 전파망원경들에서 수신한 신호를 조합하는 방식으로 가장 자주 응용된다. 이러한 신호를 조합하여 고해상도 이미지를 생성하기 위해 '개구 합성(aperture synthesis)'이라는 수학적 신호 처리 기법이 사용된다. 특히 초장기선 간섭계(Very Long Baseline Interferometry, VLBI)는 수천 킬로미터 떨어진 전파망원경들을 조합하여, 이론적으로 수천 킬로미터 크기의 단일 접시 안테나가 구현할 수 있는 해상도의 전파 간섭계를 형성한다.
적외선 및 가시광선천문학에서는 전파보다 짧은 파장을 사용하므로, 개별 망원경에서 수집된 빛을 간섭을 유지한 채로 정밀하게 조합하는 것이 훨씬 어렵다. 이는 광학 경로에서 파장의 일부 수준까지 위상을 정확히 유지해야 하기 때문에 매우 정밀한 광학 기술이 필요하다. 실용적인 적외선 및 가시광선 간섭계는 비교적 최근에서야 개발되었으며, 현재는 천문학 연구의 최첨단을 이루고 있다. 가시광선의 파장 영역에서는 개구 합성을 통해 지구 대기의 시상을 극복하고, 장비의 회절 한계까지 각해상도를 향상시킬 수 있다.
천문간섭계는 다른 어떤 종류의 망원경보다도 더 높은 해상도의 천문 이미지를 생성할 수 있다. 전파 파장대에서는 수 마이크로초각(micro-arcsecond) 수준의 해상도가 달성되었으며, 가시광선 및 적외선 파장대에서는 수천분의 1 밀리초각 수준의 해상도도 실현된 바 있다.
천문간섭계의 단순한 구성 중 하나는 거울 조각들을 포물선 모양으로 배열하는 방식으로, 이는 완전한 반사망원경의 구조를 부분적으로 재현하지만, 개구가 희박한(sparse) 혹은 희석된(dilute) 형태이다. 하지만 이러한 포물선 배열은 반드시 필요하지 않으며, 핵심은 광선이 빔 결합기(초점점)에 도달할 때의 광학 경로 길이가 완전한 거울을 사용할 경우와 동일해야 한다는 점이다. 현재 대부분의 망원경 배열은 평면 구조를 채택하고 있다.

## 역사

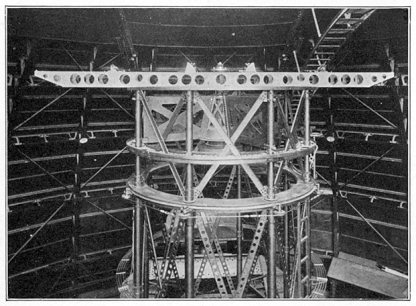
약 6미터 직경의 마이컬슨 간섭계가 윌슨산 천문대에 설치된 모습 (1920년)

1920년, 윌슨 산 천문대의 반사망원경에 설치된 마이컬슨 간섭계는 광학 간섭계(optical interferometry)를 활용한 최초의 사례 중 하나로, 별의 지름을 측정하는 데 사용되었다. 1920년 12월 13일, 적색거성 베텔게우스는 이러한 방식으로 지름이 처음 측정된 별이 되었다.
1940년대에는 전파 간섭계(radio interferometry)가 고해상도 전파천문학 관측을 위해 사용되기 시작했다. 이후 30년간 천문 간섭계 연구는 주로 전파 파장대에서 이루어졌으며, 이로 인해 VLA(장기선 간섭계), ALMA(아타카마 대형 밀리미터 간섭계)와 같은 대규모 장비들이 개발되었다.
적외선 및 가시광선 영역에서의 간섭계 기술은 1974년 존슨, 베츠, 타운스에 의해 적외선 파장에서, 1975년 라베리(Labeyrie)에 의해 가시광선 파장에서 처음으로 서로 분리된 망원경들 간의 간섭 측정으로 확장되었다. 1970년대 후반에는 컴퓨터 처리 기술의 발전으로 간섭무늬 추적 간섭계(fringe-tracking interferometer)가 등장하게 되었으며, 이는 대기의 시상 효과로 인한 흐려짐을 따라가며 관측할 수 있는 속도로 작동하는 장비였다. 이 기술은 Mk I, Mk II, Mk III 시리즈 간섭계에 적용되었으며, 이후 케크 간섭계(Keck Interferometer), 팔로마 시험용 간섭계(Palomar Testbed Interferometer) 등의 다른 망원경 배열에도 유사 기술이 도입되었다.

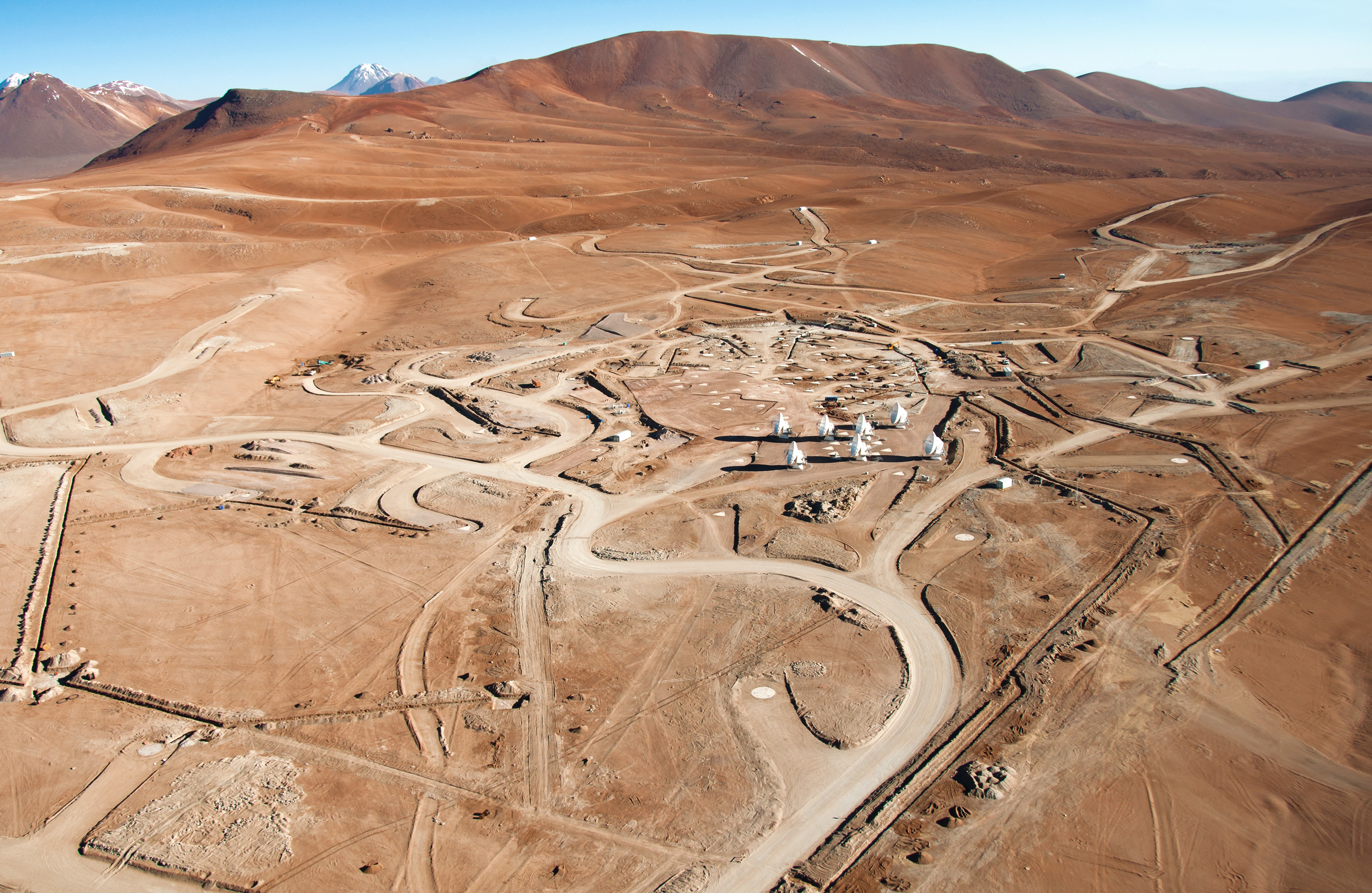
ALMA 망원경 배열에 대한 항공 사진.

1980년대에는 케임브리지 대학교 천체물리학 그룹(Cavendish Astrophysics Group)이 가시광선 및 적외선 파장에서 개구 합성 간섭 영상 기법(aperture synthesis interferometric imaging)을 확장함으로써, 근접한 별의 고해상도 이미지를 처음으로 얻는 데 성공했다. 1995년에는 이 기술이 처음으로 별도의 광학망원경 배열에 적용되었으며, 이를 통해 해상도가 더욱 향상되고 별 표면에 대한 더욱 세밀한 영상이 가능해졌다. 측정된 진폭과 위상을 천문 이미지로 변환하기 위해 BSMEM, MIRA와 같은 소프트웨어가 사용된다. 이와 같은 기술은 해군 정밀도 광학 간섭계, 적외선 공간 간섭계(Infrared Spatial Interferometer), IOTA 배열 등에서도 채택되었다. 그 외에도 여러 간섭계들이 위상 측정을 완료하였으며, 곧 첫 번째 이미지를 생성할 것으로 기대된다. 여기에는 VLTI, CHARA 배열, 르 코롤러(Le Coroller)와 드용(Dejonghe)의 하이퍼망원경 시제품이 포함된다.
향후 완성될 MRO 간섭계는 최대 10개의 이동 가능한 망원경을 통해 신뢰도가 높은 의 천문 이미지를 생성할 수 있는 최초의 장비 중 하나가 될 전망이다. 미 해군 광학 간섭계(Navy Optical Interferometer)는 이 방향으로 1996년에 첫 발걸음을 내디뎠으며, 바로 같은 해에 미자르의 이미지를 세 방향 합성으로 구현하였고, 2002년에는 처녀자리 에타의 이미지를 최초로 여섯 방향 합성하여 생성하였다. 최근에는 정지 위성 기반의 합성 이미지를 위한 단계로 클로저 위상을 측정했다.

## 예시
하이퍼망원경(hypertelescope)은 관측 대상인 천체의 밝은 직접 영상을 얻기 위해 모든 망원경이나 거울의 빛을 동시에 재결합하는 천문 간섭계이다. 보다 구체적으로는, 간섭계를 이용해 매우 높은 각해상도로 직접 천문 영상을 획득할 수 있도록 하는 광학적 재결합 방법이다.
하이퍼망원경의 재결합기(recombiner)는 조리개 조밀화(pupil densification) 원리에 따라 작동하는데, 이는 기존의 초거대 망원경(Very Large Telescope)과 같은 고전적 간섭계 방식과 달리 복잡한 계산 없이 직접 영상을 형성할 수 있도록 해준다.